# Tomáš Veszelka
Tomáš Veszelka (* 9. Juli 1995 in Lučenec) ist ein slowakischer Leichtathlet, der sich auf den Dreisprung spezialisiert hat.

## Sportliche Laufbahn
Tomáš Veszelka startete erstmals im Jahr 2010 in Wettkämpfen in der Leichtathletik. Damals trat er zunächst, neben dem Weitsprung, im Hochsprung und im Sprint an. Bereits ein Jahr später konzentrierte er sich vor allem nur noch auf den Weitsprung und neuerdings auch den Dreisprung. In letztgenannter Disziplin ging er im Juli bei den U18-Weltmeisterschaften in Lille an den Start. Dabei zog er in das Finale ein, in dem 14,98 m den neunten Platz belegte. Neben dem Dreisprung nahm er Ende desselben Monats auch im Weitsprung am Europäischen Olympischen Sommer-Jugendfestival in Trabzon teil, bei dem er in beiden Disziplinen jeweils Sechster wurde. Dabei verbesserte er sich im Dreisprung bis auf 15,26 m. 2012 verbesserte er sich auf 15,45 m. 2013 ging Veszelka bei den U20-Europameisterschaften in Rieti an den Start. Dabei sprang er in der Qualifikation mit 15,91 m Bestleistung und zog damit in das Finale ein. Im Finale blieb er dann allerdings fast einen halben Meter hinter seiner Qualiweite zurück und belegte damit den achten Platz. Ein Jahr darauf schied er bei den U20-Weltmeisterschaften in den USA nach der Qualifikation aus. Insgesamt landete er auf dem 14. Platz.
2015 nahm Veszelka im Weitsprung bei den Halleneuropameisterschaften in Prag an seinen ersten internationalen Meisterschaften bei den Erwachsenen teil. Dort schied er nach der Qualifikation auf Platz 22 aus. Im Sommer nahm er dann wieder im Dreisprung an den U23-Europameisterschaften in Tallinn teil, bei denen er im Finale mit Bestleistung von 16,31 m auf dem fünften Platz landete. 2016 konnte er sich dann nochmals leicht verbessern. 2017 trat Veszelka erneut bei den Halleneuropameisterschaften an, diesmal im Dreisprung. Dort verpasste er den Finaleinzug und belegte letztendlich den 13. Platz. Im Juli nahm er dann ebenfalls erneut an den U23-Europameisterschaften teil. Wie bereits in Tallinn, konnte er auch im Finale von Bydgoszcz mit 16,63 m eine neue Bestmarke aufstellen. Mit dieser verpasste er als Vierter knapp das Podest. Einen Monat später gelang ihm auch bei der Universiade in Taipeh der Einzug in das Finale. Darin wurde er Elfter. Die Saison 2018 verlief zunächst schwierig für Veszelka. Nachdem er sich einen Bauchmuskelriss zugezogen hatte, konnte er während der Saison kaum Wettkampferfahrung sammeln, als er im August in Berlin bei den Europameisterschaften an den Start ging. Dabei zog er etwas überraschend als Letzter der besten 12 in das Finale ein. Darin konnte er dann noch vier Athleten hinter sich lassen und belegte den achten Platz, was für ihn und sein Trainerteam eine große Überraschung darstellte.
2019 trat Veszelka im Frühjahr bei den Halleneuropameisterschaften in Glasgow an. Dabi stellte er in der Qualifikation mit 16,78 m seine Hallenbestleistung auf. Im Finale blieb er hinter dieser Weite zurück und belegte den sechsten Platz. Nachdem er im Sommer bei den nationalen Meisterschaften schon einmal nahe an die 17-Meter-Marke gekommen war, konnte er diese im Oktober bei den Militärweltspielen in Wuhan mit einem Sprung auf 17,09 m übertreffen. Damit gewann er, neben der neuen Bestleistung, auch die Silbermedaille. Bislang gewann Veszelka im Erwachsenenbereich insgesamt 7 nationale Meistertitel, davon insgesamt fünfmal im Weitsprung und zweimal im Dreisprung.

## Wichtige Wettbewerbe
| Jahr                 | Veranstaltung               | Ort                  | Platz                | Disziplin            | Weite/Zeit           |
| Startet für Slowakei | Startet für Slowakei        | Startet für Slowakei | Startet für Slowakei | Startet für Slowakei | Startet für Slowakei |
| -------------------- | --------------------------- | -------------------- | -------------------- | -------------------- | -------------------- |
| 2011                 | U18-Weltmeisterschaften     | Lille                | 9.                   | Dreisprung           | 14,98 m              |
| 2013                 | U20-Europameisterschaften   | Rieti                | 8.                   | Dreisprung           | 15,42 m              |
| 2014                 | U20-Weltmeisterschaften     | Eugene               | 14.                  | Dreisprung           | 15,33 m              |
| 2015                 | Halleneuropameisterschaften | Prag                 | 22.                  | Weitsprung           | 07,24 m              |
| 2015                 | U23-Europameisterschaften   | Tallinn              | 5.                   | Dreisprung           | 16,31 m              |
| 2017                 | Halleneuropameisterschaften | Belgrad              | 13.                  | Dreisprung           | 16,34 m              |
| 2017                 | U23-Europameisterschaften   | Bydgoszcz            | 4.                   | Dreisprung           | 16,63 m              |
| 2017                 | Universiade                 | Taipeh               | 11.                  | Dreisprung           | 15,50 m              |
| 2018                 | Europameisterschaften       | Berlin               | 8.                   | Dreisprung           | 16,48 m              |
| 2019                 | Halleneuropameisterschaften | Glasgow              | 6.                   | Dreisprung           | 16,35 m              |
| 2019                 | Militärweltspiele           | Wuhan                | 2.                   | Dreisprung           | 17,09 m              |

## Persönliche Bestleistungen
Freiluft
- Dreisprung: 17,09 m, 26. Oktober 2019, Wuhan

Halle
- Dreisprung: 16,78 m, 1. März 2019, Glasgow